# Макс Европа
„Макс Европа“ е производствена компания в Пловдив, производител на велосипеди и детски стоки (мебели, колички, играчки).

## История
Предистория
Историята на „Макс Европа“ започва през 1996 година, когато първият и най-голям член на семейството „Макском“ е основан като търговска фирма. Компанията продава велосипеди под марката Sprint и детски стоки под марките Chipolino и Baby Max. Дружеството се разраства бързо и след няколко години стартира собствено производство в Пловдив. Много скоро производството на велосипеди става по-голямо от нуждите на България и стартира износ в цяла Европа.

Отделът, отговарящ за Chipolino и Baby Max, също се разраства и през 2007 година управлението на брандовете се поема от нова компания, наречена „Чиполино“
. Също през 2007 година завършва строителството на нова производствена база, най-голямата в страната, която е обявена за „Производствена сграда на годината“ през 2010 г.
През 2009 година „Макском“ продължава да се разраства като придобива компанията и марката Shockblaze, производител на велосипеди от Тревизо, Италия. Това обединение създава и нова марка велосипеди – Ferrini.
Холдинг
Управлението на нарасналото портфолио марки налага създаването на нова структура. Така през 2010 година е създадена корпоративна група начело с холдинговото дружество „Макс Европа“.
Днес семейството на „Макс Европа“ включва брандовете Velotec, Sprint, Interbike, Bikesport, Bachini, Everest, SPR, Мaxbike, Shockblaze, Ferrini, Chipolino и Baby Max.

## Производство
Продукти
Велосипеди:
- Велосипеди с предно и задно окачване
- Планински велосипеди
- Шосейни велосипеди
- Градски велосипеди
- Трекинг велосипеди
- Детски велосипеди

Детски стоки:
- Многофункционални играчки
- Кошари за спане и игра
- Столчета за хранене
- Столчета за кола
- Бебешки колички
- Дървени легла

Марки
- Sprint – марка велосипеди, създадена в България
- Shockblaze – марка велосипеди, закупена в Италия
- Ferrini – марка велосипеди, създадена в Италия
- Chipolino – марка за детски стоки